# Only Revolutions
Only Revolutions – piąty album długogrający nagrany przez szkocki zespół Biffy Clyro. Jego wydanie przewidziano w dniu 9 listopada 2009. Tak jak poprzedni album, także i ten został wyprodukowany przez producenta Gartha Richardsona, a wydany przez wydawnictwo 14th Floor.

## Zarys
W wywiadzie udzielonym dla gazety New Musical Express we wrześniu 2008, Simon Neil powiedział, że zespół rozpoczął pracę nad nowym albumem który będzie zawierał najcięższe riffy jakie grupa do tej pory stworzyła, a także potwierdził wprowadzenie do muzyki zespołu syntezatorów, które sugerują nowe eksperymenty muzyczne. Pierwszym utworem z tej płyty który został zaprezentowany publiczności był utwór "God & Satan", zagrany w wersji akustycznej w czasie koncertu w London's Union Chapel. W marcu 2009 magazyn Kerrang! w artykule poświęconym zespołowi napisał, że prace nad nagraniem rozpoczęły się w kwietniu 2009 roku. Ta sama gazeta poinformowała, że roboczy tytuł albumu to Boom, Blast and Ruin. Ostatecznie tytuł zmieniono, ale wśród utworów zawartych na nowej płycie znajduje się piosenka nosząca taki właśnie tytuł.
Na płycie gościnnie pojawił się Josh Homme z zespołu Queens of the Stone Age, który udziela się w utworze Bubbles.
Tytuł płyty Only Revolutions został zaczerpnięty z książki wydanej w 2006 roku autorstwa Marka Danielewskiego.
Na płycie znajdzie się jeden z największych do tej pory przebojów zespołu - "Mountains", który rok wcześniej był wydany jedynie na singlu. Pierwszym (lub drugim licząc "Mountains") singlem promującym ten album został wydany 23 sierpnia 2009 That Golden Rule, który wcześniej można było usłyszeć w Radio 1 już 8 lipca.
Drugim singlem promującym album został utwór "The Captain" którego wydanie przewidziano na 26 października 2009.

## Spis utworów
1. "The Captain" - 3:11
2. "That Golden Rule" - 3:52
3. "Bubbles" (z udziałem Josha Homme)
4. "God & Satan"
5. "Born on a Horse"
6. "Mountains" - 3:23
7. "Shock Shock"
8. "Many of Horror"
9. "Booooom. Blast and Ruin"
10. "Cloud of Stink"
11. "Know Your Quarry"
12. "Whorses"[7]

utwór dodatkowy dostępny tylko w sklepie iTunes UK:
1. "Sky Demon"

Kolejna piosenka, ”I'm Probably In Your Pocket” pierwotnie miała znaleźć się na albumie ale została z niego usunięta.

## Skład
- Simon Neil – śpiew, gitara
- James Johnston – śpiew, gitara basowa
- Ben Johnston – śpiew, perkusja